# Hiroyuki Hayashi
Hiroyuki Hayashi (Japón, 5 de septiembre de 1972) es un atleta japonés retirado especializado en la prueba de 4x400 m, en la que consiguió ser medallista de bronce mundial en pista cubierta en 1995.

## Carrera deportiva
En el Campeonato Mundial de Atletismo en Pista Cubierta de 1995 ganó la medalla de bronce en los relevos de 4x400 metros, llegando a meta en un tiempo de 3:09.73 segundos, tras Estados Unidos (oro) e Italia (plata).